# Section capitale Angostura
Pour les articles homonymes, voir Angostura.
Section capitale Angostura (Sección Capital Angostura, en espagnol), anciennement Section capitale Raúl Leoni (Sección  Capital  Raúl  Leoni, en espagnol) jusqu'en 2009, est l'une des quatre divisions territoriales et statistiques de la municipalité de Bolivariano Angostura dans l'État de Bolívar au Venezuela. La législation vénézuélienne accorde le titre de Sección Capital en espagnol, ou « section capitale » en français, à certains des territoires où se situe le chef-lieu de la municipalité plutôt que celui de paroisse civile. Les trois autres divisions territoriales de la municipalité sont les paroisses civiles de Barceloneta, Santa Bárbara et San Francisco. Sa capitale est Ciudad Piar, chef-lieu de la municipalité.

## Histoire
Le 18 juin 2009, le conseil municipal de la municipalité de Bolivariano Angostura vote le changement de nom de la Section capitale Raúl Leoni en Section capitale Angostura selon l'accord no 27/2009.

## Géographie

### Démographie
Hormis sa capitale Ciudad Piar, également chef-lieu de la municipalité, cette division territoriale et statistique possède plusieurs localités :
- Ciudad Piar
- La Filomena
  - El Vesubio
- Pueblo Guri
- San Juan de Tocoma
- Tocoma

## Économie
Le territoire partage avec l'entité voisine à l'est de Section capitale Piar l'exploitation du barrage de Guri, quatrième barrage hydroélectrique au monde par la puissance électrique installée. Le territoire abrite d'importantes mines et un complexe sidérurgique, Siderúrgica Nacional.